# Cicaré CH-9
Der Cicaré CH-9 war ein Hubschrauber des argentinischen Herstellers Cicaré Helicópteros.

## Geschichte und Konstruktion
Der einsitzige CH-9 war eine Weiterentwicklung des Cicaré CH-7. Sein Rahmen bestand aus geschweißten Stahlrohren und verfügte über keine Kabine. Angetrieben wurde er von zwei Rotax-447-Zweizylinder-Zweitaktmotoren mit je 33 kW und verfügte über einen Hauptrotor aus Verbundmaterialien.

## Technische Daten
| Kenngröße             | Daten                                                 |
| --------------------- | ----------------------------------------------------- |
| Besatzung             | 1                                                     |
| Länge                 | 7,30 m                                                |
| Höhe                  | 1,80 m                                                |
| Rotordurchmesser      | 6,10 m                                                |
| Leermasse             | 160 kg                                                |
| max. Startmasse       | 390 kg                                                |
| Reisegeschwindigkeit  | 115 km/h                                              |
| Höchstgeschwindigkeit | 165 km/h                                              |
| Dienstgipfelhöhe      | 3500 m                                                |
| Reichweite            | 290 km                                                |
| Triebwerke            | 2 × Rotax-447-Zweizylinder-Zweitaktmotor mit je 33 kW |